# Выпуклая функция

Выпуклая вниз функция, её график выделен синим, и надграфик закрашен зелёным.

Выпуклая функция — функция, надграфик или подграфик которой является выпуклым множеством.
Выпуклый надграфик означает, что отрезок между любыми двумя точками графика функции в векторном пространстве лежит не ниже соответствующей дуги графика; иногда такую функцию называют выпуклой вниз. Выпуклой вверх или вогнутой называют функцию с выпуклым подграфиком; некоторыми авторами вогнутыми называются выпуклые вниз функции.
Понятие имеет важное значение для классического математического анализа и функционального анализа, где особо изучаются выпуклые функционалы, а также для таких приложений, как теория оптимизации, где выделяется специализированный подраздел — выпуклый анализ.

Неравенство Йенсена в определении выпуклой функции

## Определения
Формально, для числовой функции на некотором интервале (в общем случае — на выпуклом подмножестве некоторого векторного пространства) выпуклость (вниз) можно определить как выполнение неравенства Йенсена — если для любых двух значений аргумента {\displaystyle x}, {\displaystyle y} и для любого числа {\displaystyle t\in \left[0,1\right]} имеет место:
{\displaystyle f{\big (}tx+\left(1-t\right)y{\big )}\leqslant tf\left(x\right)+\left(1-t\right)f\left(y\right)}.
Если неравенство Йенсена выполняется в строгом варианте для всех {\displaystyle t\in \left(0,1\right)} и {\displaystyle x\neq y}, то функция называется строго выпуклой. Если выполняется обратное неравенство, функция называется вогнутой (соответственно, строго вогнутой для строгого случая).
Если для некоторого {\displaystyle \varepsilon >0} выполняется более сильное неравенство:
{\displaystyle f{\big (}tx+\left(1-t\right)y{\big )}\leqslant tf\left(x\right)+\left(1-t\right)f\left(y\right)-\varepsilon t\left(1-t\right)\left|x-y\right|^{2}},
то функция называется сильно выпуклой.

## Свойства
Функция {\displaystyle f}, выпуклая на интервале {\displaystyle \mathbb {I} }, непрерывна на всём {\displaystyle \mathbb {I} }, дифференцируема на всём {\displaystyle \mathbb {I} } за исключением не более чем счётного множества точек и дважды дифференцируема почти всюду.
Любая выпуклая функция является субдифференцируемой (имеет субдифференциал) на всей области определения.
У выпуклой функции через любую точку проходит опорная гиперплоскость её надграфика.
Непрерывная функция {\displaystyle f} выпукла на {\displaystyle \mathbb {I} } тогда и только тогда, когда для всех точек {\displaystyle x,y\in \mathbb {I} } выполняется неравенство:
{\displaystyle f\left({\dfrac {x+y}{2}}\right)\leqslant {\frac {f\left(x\right)+f\left(y\right)}{2}}}
Непрерывно дифференцируемая функция одной переменной выпукла на интервале тогда и только тогда, когда её график лежит не ниже касательной (опорной гиперплоскости), проведённой к этому графику в любой точке промежутка выпуклости.
Выпуклая функция одной переменной на интервале имеет левую и правую производные; левая производная в точке меньше или равна правой производной; производная выпуклой функции — неубывающая функция.
Дважды дифференцируемая функция одной переменной выпукла на интервале тогда и только тогда, когда её вторая производная неотрицательна на этом интервале. Если вторая производная дважды дифференцируемой функции строго положительна, такая функция является строго выпуклой, однако обратное неверно (например, функция {\displaystyle f\left(x\right)=x^{4}} строго выпукла на {\displaystyle \left[-1,1\right]}, но её вторая производная в точке {\displaystyle x=0} равна нулю).
Если функции {\displaystyle f}, {\displaystyle g} выпуклы, то любая их линейная комбинация {\displaystyle af+bg} с положительными коэффициентами {\displaystyle a}, {\displaystyle b} также выпукла.
Локальный минимум выпуклой функции является также глобальным минимумом (соответственно, для выпуклых вверх функций локальный максимум является глобальным максимумом). Любая стационарная точка выпуклой функции будет глобальным экстремумом.